# Iļja Rešetņikovs
Iļja Rešetņikovs (ur. 5 marca 1988) – łotewski zapaśnik walczący w stylu klasycznym. Zajął dwudzieste miejsce na mistrzostwach Europy w 2016. Brązowy medalista mistrzostw nordyckich w 2016 roku.